# Lepsius-XXIV-Pyramide

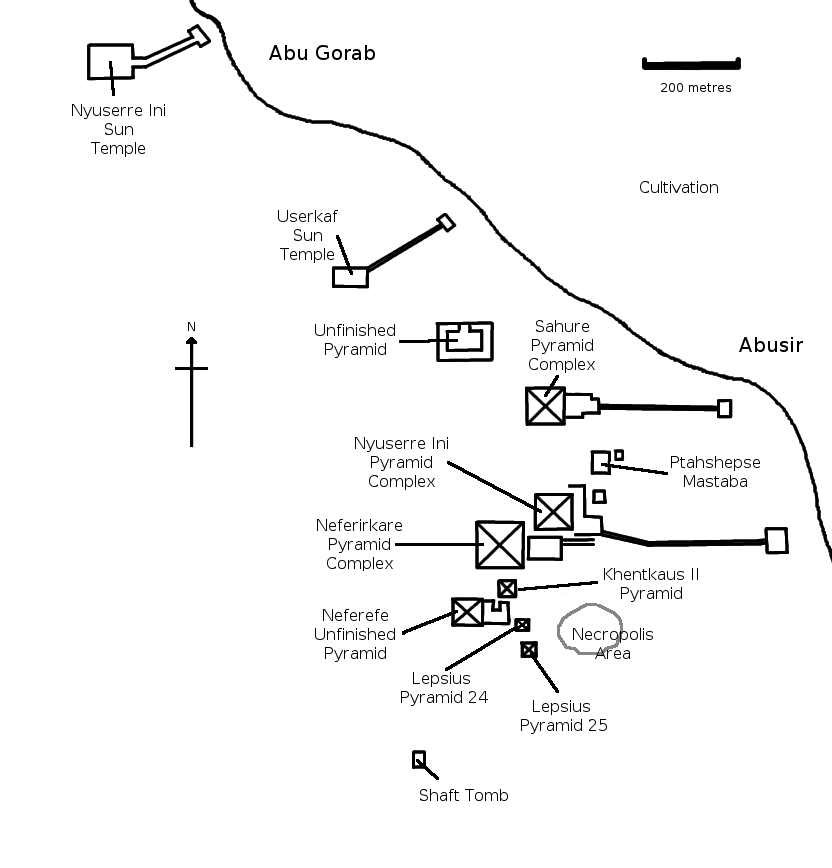
Lage von Lepsius XXIV in der Nekropole von Abusir

Die Lepsius-XXIV-Pyramide ist eine Pyramide, die vermutlich für eine Gemahlin des Königs Niuserre errichtet wurde. Das stark zerstörte Bauwerk der 5. Dynastie befindet sich auf dem Pyramidenfeld von Abusir, östlich der unvollendeten Pyramide des Königs Raneferef und südlich der Pyramide der Chentkaus II.

## Erforschung
Auf seiner Ägyptenexpedition in den Jahren 1842 bis 1845 lokalisierte der deutsche Ägyptologe Richard Lepsius eine kleine Pyramidenanlage und versah sie mit der Ordnungsnummer XXIV (24) in seiner Pyramidenliste. Ludwig Borchardt, der sechzig Jahre später die Nekropole von Abusir untersuchte, sah in diesen Ruinen eine Mastaba oder Doppelmastaba und schenkte ihnen keine weitere Beachtung.
Mit Versuchsgrabungen in den Jahren 1980/81, 1987 und 1990 sowie einer vollständigen Grabung im Jahre 1994 untersuchte ein tschechisches Team unter Leitung von Miroslav Verner den Komplex genauer und identifizierte eine Pyramide mit Nebenpyramide sowie einen Totentempel, der zur Zeit des Königs Niuserre errichtet wurde.

### Zuordnung
Die Inhaberin der Pyramide konnte bislang nicht identifiziert werden, da keine direkten Belege wie Inschriften vorliegen. Es gilt jedoch als wahrscheinlich, dass Niuserre die Pyramide für eine Gemahlin erbauen ließ, vielleicht Reputnebu.

## Die Pyramide
Bei einer Basislänge von 31,5 m und einer Seitenneigung von 60°15′ hatte die Lepsius-XXIV-Pyramide ursprünglich eine Höhe von 27,3 m. Der Kernbereich der Pyramide wurde nach neueren Forschungen in drei Stufen errichtet. Das Mauerwerk bestand aus einer Umfassungsmauer, die im Inneren mit Sand, Geröll und Bauschutt gefüllt war. Zur Errichtung dieser Stufe diente offenbar eine Rampenkonstruktion in nordsüdlicher Richtung, die in den Kernbereich hinein ragte. Die zweite Stufe bestand ebenfalls aus einer äußeren Einfassungsmauer, die mehrere diagonal ausgerichtete Trennwände aus unregelmäßig geformten Steinfragmenten enthielt. Deren Zwischenräume waren ebenfalls mit einer losen Füllung wie die erste Stufe versehen. Die dritte Stufe ist nicht mehr erhalten. Nach Verner dienten die unterschiedlichen Techniken zur Verbesserung der Stabilität. Eine Verkleidung aus feinem Kalkstein scheint erst nachträglich angebracht worden zu sein, da das Mauerwerk des Totentempels direkt an die erste Kernstufe grenzte.
Das Mauerwerk der Pyramide weist eine große Anzahl an Baugraffiti auf. Diese Bauinschriften verweisen mehrfach auf den Wesir Ptahschepses, der unter Pharao Niuserre Leiter aller königlichen Bauarbeiten war, was die zeitliche Einordnung der Pyramide ermöglicht.

## Unterbau

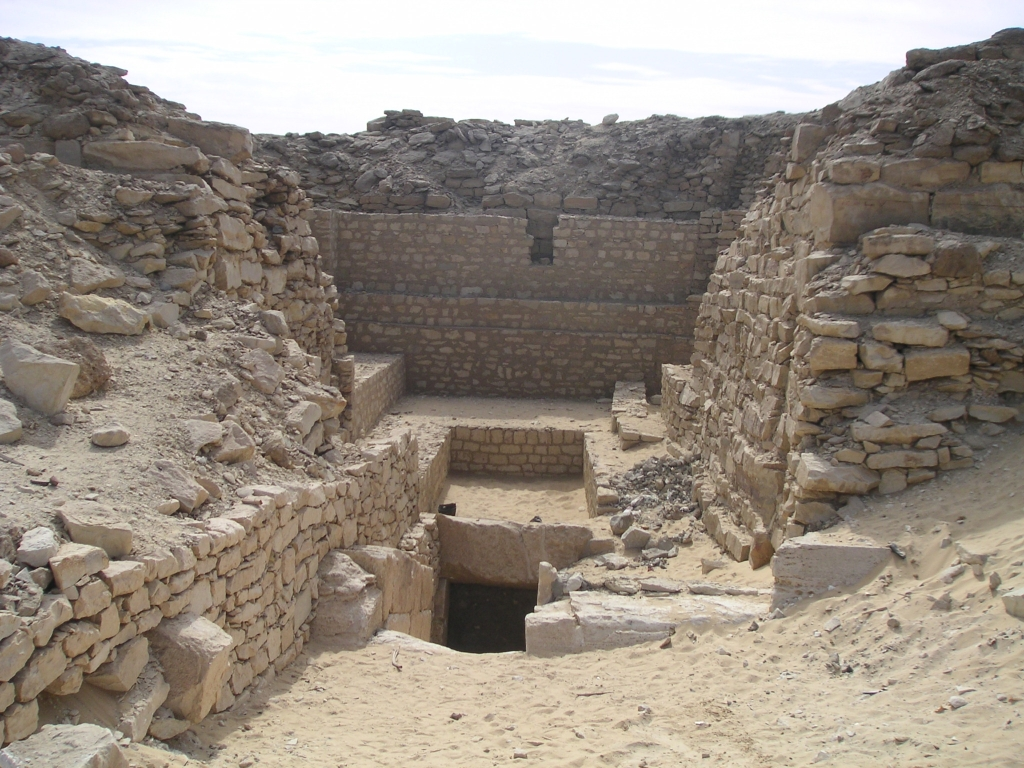
Eingang zum Unterbau der Lepsius-XXIV-Pyramide

Der Unterbau wurde in einem offenen Graben angelegt, der anschließend mit der Pyramide überbaut wurde. Der Zugang erfolgte von Norden und führte zu einer in ostwestlicher Richtung orientierten Grabkammer. Der Zugang ist durch den Steinraub des Aufbaus stark zerstört.
Die Grabkammer enthielt Bruchstücke eines Sarkophags aus Rosengranit, Teile der Grabausstattung und die beschädigte Mumie einer Frau von etwa 23 Jahren, deren Identität unbekannt ist. Möglicherweise handelt es sich tatsächlich um die Inhaberin der Pyramide. Allerdings ist auch eine Intrusivbestattung aus späterer Zeit denkbar, da die Mumienreste Hinweise auf eine Exzerebration aufweisen. Die Entnahme des Gehirns durch die Nasenscheidewand ist aber erst seit Anfang des Mittleren Reiches nachgewiesen. Eine genaue Datierung der Mumie mittels Radiokohlenstoffdatierung ist bislang nicht erfolgt. Den Namen der Grabinhaberin fand man bislang nicht.
Des Weiteren enthielt der Bereich der Grabkammer auch Fragmente von Bestattungsutensilien wie Alabastergefäßen, kupfernen Werkzeugen für die Mundöffnungszeremonie und Kanopengefäßen.

## Komplex
In dem stark zerstörten Pyramidenkomplex konnten eine kleine Nebenpyramide sowie ein Totentempel nachgewiesen werden. Der gesamte Komplex war von einer Mauer umgeben.

### Kultpyramide
An der Südostecke des Komplexes befand sich eine kleine Kultpyramide von etwa 10 m Basislänge, welche durch extensiven Steinraub weitgehend zerstört wurde. Lediglich einige aus feinem Kalkstein bestehende Verkleidungssteine der Nordwestecke und der Westseite sind erhalten geblieben. Die Ausrichtung dieses Objekts weicht ein wenig von der Nordorientierung der Hauptpyramide ab.

### Totentempel
Der Totentempel befand sich an der üblichen Position an der Ostseite der Pyramide und scheint einen einfachen Aufbau besessen zu haben. Außer einer Scheintür auf der der Pyramide zugewandten Seite scheint es unwahrscheinlich, dass Reliefs im Tempelbereich angebracht wurden, da keine weiteren Fragmente von Reliefverzierungen gefunden wurden.
Das Bauwerk ist durch Steinraub im Neuen Reich und der Saïten-Zeit insbesondere im Südteil so stark zerstört ist, dass eine Rekonstruktion nicht mehr möglich ist.